# (33061) Václavmorava
(33061) Václavmorava – planetoida z grupy pasa głównego planetoid okrążająca Słońce w ciągu 3 lat i 237 dni w średniej odległości 2,37 j.a. Została odkryta 2 listopada 1997 roku w Obserwatorium Kleť w pobliżu Czeskich Budziejowic przez Janę Tichą i Miloša Tichego. Nazwa planetoidy pochodzi od Václava Moravy (1933-2005), psychiatry specjalizującego się w leczeniu dzieci, młodzieży i rodzin w południowych Czechach. Przed nadaniem nazwy planetoida nosiła oznaczenie tymczasowe (33061) 1997 VA1.